# Шахровка
Ша́хровка (рос. Шахровка) — селище у складі Омутнінського району Кіровської області, Росія. Адміністративний центр Шахровського сільського поселення.
Населення становить 275 осіб (2010, 416 у 2002).
Національний склад станом на 2002 рік — росіяни 71 %.